# Vườn quốc gia Grand Canyon
Vườn quốc gia Grand Canyon là vườn quốc gia nằm ở phía tây bắc tiểu bang Arizona, Hoa Kỳ. Trung tâm của nó là Grand Canyon là một hẻm núi của sông Colorado, được coi là một trong những Kỳ quan thế giới. Vườn quốc gia có diện tích 1.217.262 mẫu Anh (1.901,972 dặm vuông Anh; 4.926,08 km2) của Khu chưa hợp nhất ở hai quận Coconino và Mohave. Grand Canyon thu hút hơn 6,3 triệu lượt khách ghé thăm, khiến nó trở thành vườn quốc gia có số lượng du khách cao thứ hai tại Hoa Kỳ, chỉ sau Dãy núi Great Smoky. Vườn quốc gia được UNESCO công nhận là Di sản thế giới từ năm 1979 và vườn quốc gia đã kỷ niệm 100 năm thành lập vào ngày 26 tháng 2 năm 2019.

## Lịch sử

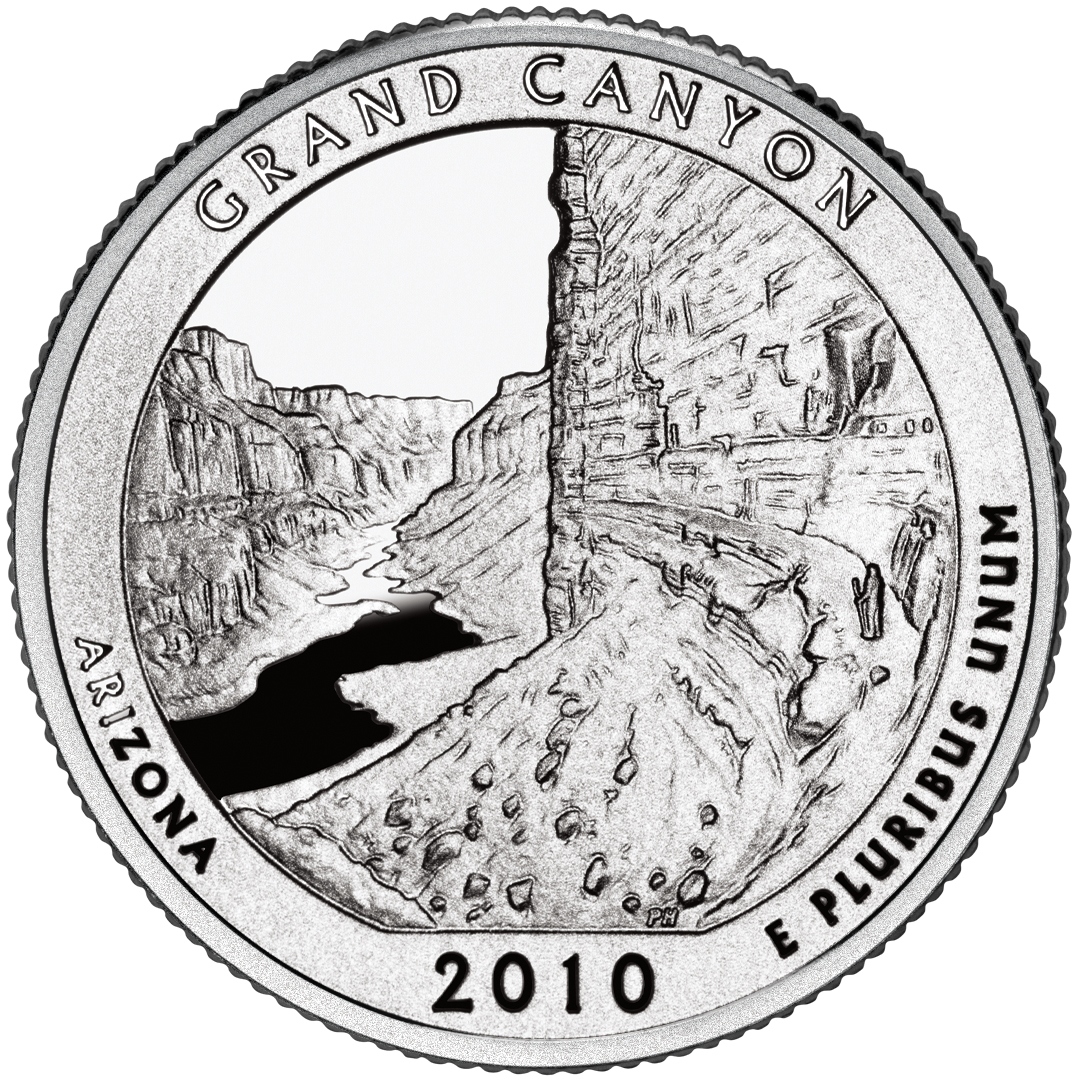
Tiền xu Quarter kỷ niệm cảnh đẹp của Hoa Kỳ về Grand Canyon.

Grand Canyon được tuyên bố là một vườn quốc gia vào ngày 26 tháng 2 năm 1919, mặc dù địa danh này đã được những người Mỹ biết đến trước đó hơn 30 năm. Năm 1903, tổng thống Theodore Roosevelt đến thăm địa điểm này và đã nói: "Grand Canyon làm tôi sợ hãi. Nó vượt xa so với mô tả, vượt ra ngoài thế giới rộng lớn... Hãy để kỳ quan thiên nhiên tuyệt vời này tồn tại như bây giờ. Không gì có thể làm cho nó vĩ đại, hùng vĩ và tuyệt mĩ hơn bạn. Bạn không thể thay đổi được nó. Nhưng những gì bạn có thể làm là giữ nó cho con bạn, con của con bạn, và tất cả những người đến sau bạn, như một cảnh tượng tuyệt vời  mà mọi người Mỹ nên thấy.
Bất chấp sự nhiệt tình và quan tâm mạnh mẽ từ tổng thống Roosevelt trong việc bảo tồn đất cho sử dụng cho mục đích công cộng, Grand Canyon không ngay lập tức được chỉ định là vườn quốc gia. Dự luật đầu tiên thành lập vườn quốc gia Grand Canyon được giới thiệu vào năm 1882 bởi Thượng nghị sĩ Benjamin Harrison, dự định như là vườn quốc gia thứ ba của Hoa Kỳ sau Yellowstone và Mackinac. Nhưng ông đã không thành công khi đưa ra vào năm 1883 và 1886. Sau khi đắc cử tổng thống, ông đã thành lập Khu bảo tồn rừng Grand Canyon vào năm 1893. Theodore Roosevelt sau đó đã thành lập Khu bảo tồn trò chơi Grand Canyon bằng mệnh lệnh hành pháp vào ngày 28 tháng 11 năm 1906, và Tượng đài Quốc gia vào năm 1908. Các dự luật khác của Thượng viện để thiết lập địa điểm này như một vườn quốc gia đã được đưa ra nhưng không thành công vào năm 1910 và 1911, trước khi Đạo luật vườn Quốc gia Grand Canyon cuối cùng đã được ký bởi Tổng thống Woodrow Wilson vào năm 1919. Cục Công viên Quốc gia Hoa Kỳ được thành lập vào năm 1916, đảm nhận việc quản lý vườn quốc gia này.
Việc Grand Canyon được thành lập là thành công ban đầu của phong trào bảo tồn. Với việc được tuyên bố là một vườn quốc gia của nó có thể đã giúp ngăn chặn các đề xuất xây dựng đập trên sông Colorado trong phạm vi ranh giới. Tuy nhiên sau đó Đập Glen Canyon đã được xây dựng trên thượng nguồn. Năm 1975, tượng đài quốc gia Marble Canyon cũ nằm dọc theo sông Colorado về phía đông bắc từ Grand Canyon đến Lee's Ferry đã được thêm vào như một phần của vườn quốc gia. Năm 1979, UNESCO đã công nhận vườn quốc gia Grand Canyon là một Di sản thế giới. Vào năm 2010, vườn quốc gia Grand Canyon đã được vinh danh với đồng tiền riêng của mình theo chương trình loạt tiền xu Quarter kỷ niệm cảnh đẹp của Hoa Kỳ.

## Địa lí

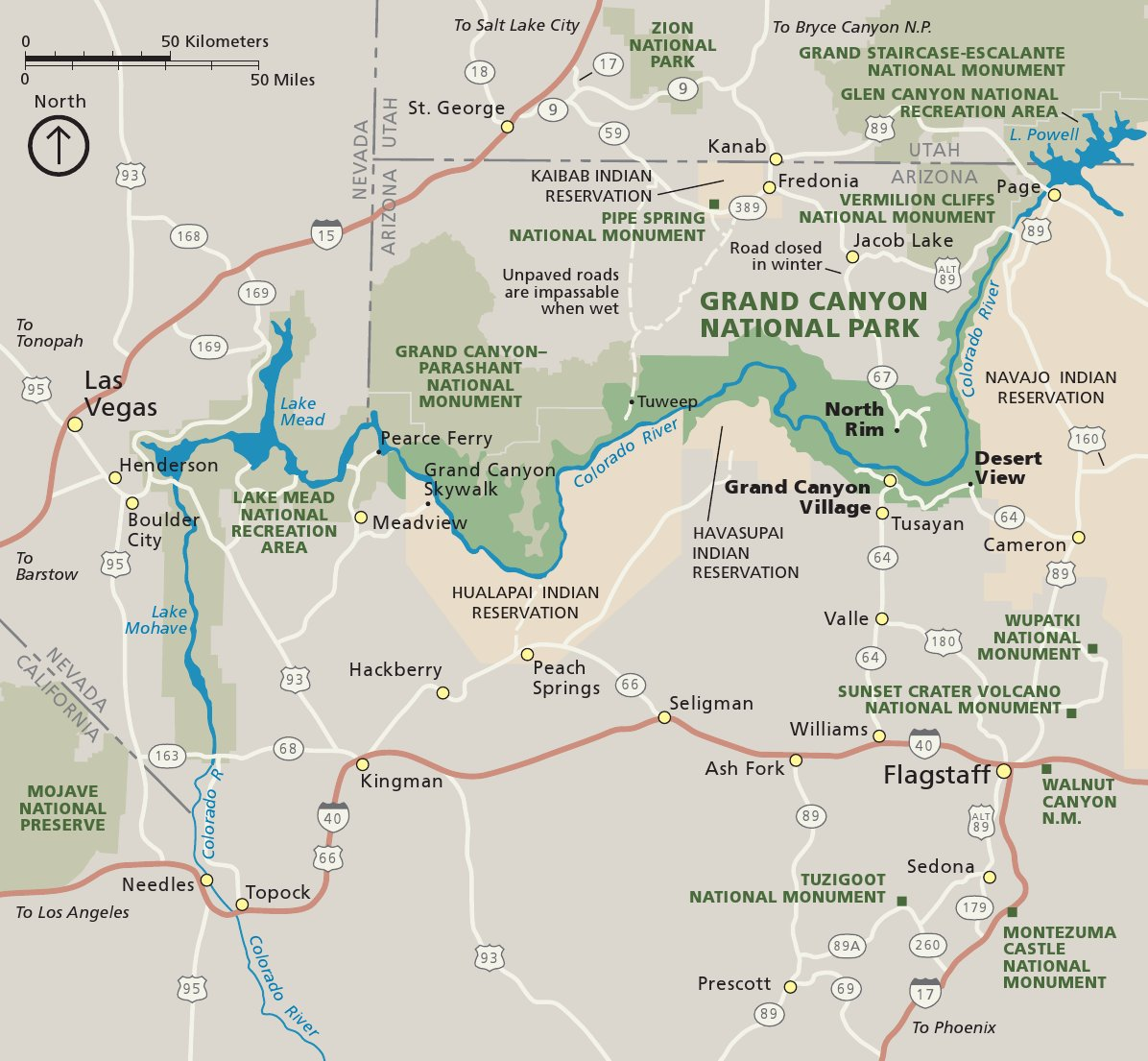
Bản đồ khu vực Grand Canyon.

Grand Canyon bao gồm các hẻm núi rộng lớn được đánh giá cao nhờ sự kết hợp giữa kích thước, độ sâu và các lớp đá đầy màu sắc lộ ra từ thời kỳ Tiền Cambri. Hẻm núi được tạo ra bởi dòng chảy của sông Colorado và các nhánh của nó sau khi cao nguyên Colorado được nâng lên, khiến hệ thống sông Colorado phát triển dọc theo hẻm núi như hiện tại.
Khu vực công cộng chính trong vườn quốc gia là South và North Rim cùng các khu vực lân cận của hẻm núi chính. Phần còn lại của vườn quốc gia vô cùng xa xôi và hiểm trở, mặc dù có thể đi đến được bằng những con đường mòn và đường nông thôn thưa thớt người. South Rim dễ tiếp cận hơn North Rim và chiếm 90% lượng khách đến vườn quốc gia này. Trụ sở chính của vườn quốc gia nằm tại Làng Grand Canyon cách không xa lối vào từ phía nam.
Hầu hết du khách đến với Grand Canyon đều đến South Rim thông qua đường bang Arizona 64. Đường này dẫn đến lối vào phía nam gần thị trấn Tusayan và đi về hướng đông, rời khỏi vườn quốc gia qua lối vào phía đông. Xa lộ Liên tiểu bang 40 cũng dẫn đến lối vào phía nam. Từ phía bắc, tuyến đường Hoa Kỳ 89 kết nối Utah, Colorado, North Rim đến South Rim. Nhìn chung, khoảng cách 30 dặm từ South Rim có thể đến được bằng đường bộ.
Ngược lại, North Rim là một khu vực dân cư nằm trên Cao nguyên Kaibab và Walhalla. Khu vực thu hút khách du lịch chính của North Rim tập trung quanh Bright Angel Point. North Rim nằm ở độ cao cao hơn so với South Rim, chính bởi vậy mà từ ngày 1 tháng 12 đến ngày 15 tháng 5 hàng năm, nó bị đóng cửa do tuyết rơi ở khu vực cao. Sau ngày 15 tháng 5 thì nhiều dịch vụ vẫn đóng cửa hoặc phục vụ hạn chế. Lái xe từ South Rim về phía bắc đến North Rim là 220 dặm (350 km) và phải mất khoảng 4,5 giờ đồng hồ.
Làng Grand Canyon là trung tâm du khách chính của vườn quốc gia. Tại đây có đầy đủ các dịch vụ tiện ích từ chỗ ăn ở, nhiêu liệu, đồ lưu niệm cho đến bệnh viên, nhà thờ và du lịch có hướng dẫn viên. North Rim là nơi có nhà nghỉ Grand Canyon, một công trình nằm trong Danh lam Lịch sử Quốc gia và Sổ bộ Địa danh Lịch sử Quốc gia Hoa Kỳ. Còn dọc theo đường từ South Rim là Khách sạn El Tovar và Nhà nghỉ Bright Angel, Kachina, Thunderbird, Yavapai và Maswik.